# Aphilopota melanostigma
Aphilopota melanostigma là một loài bướm đêm trong họ Geometridae.